# Jättstugan

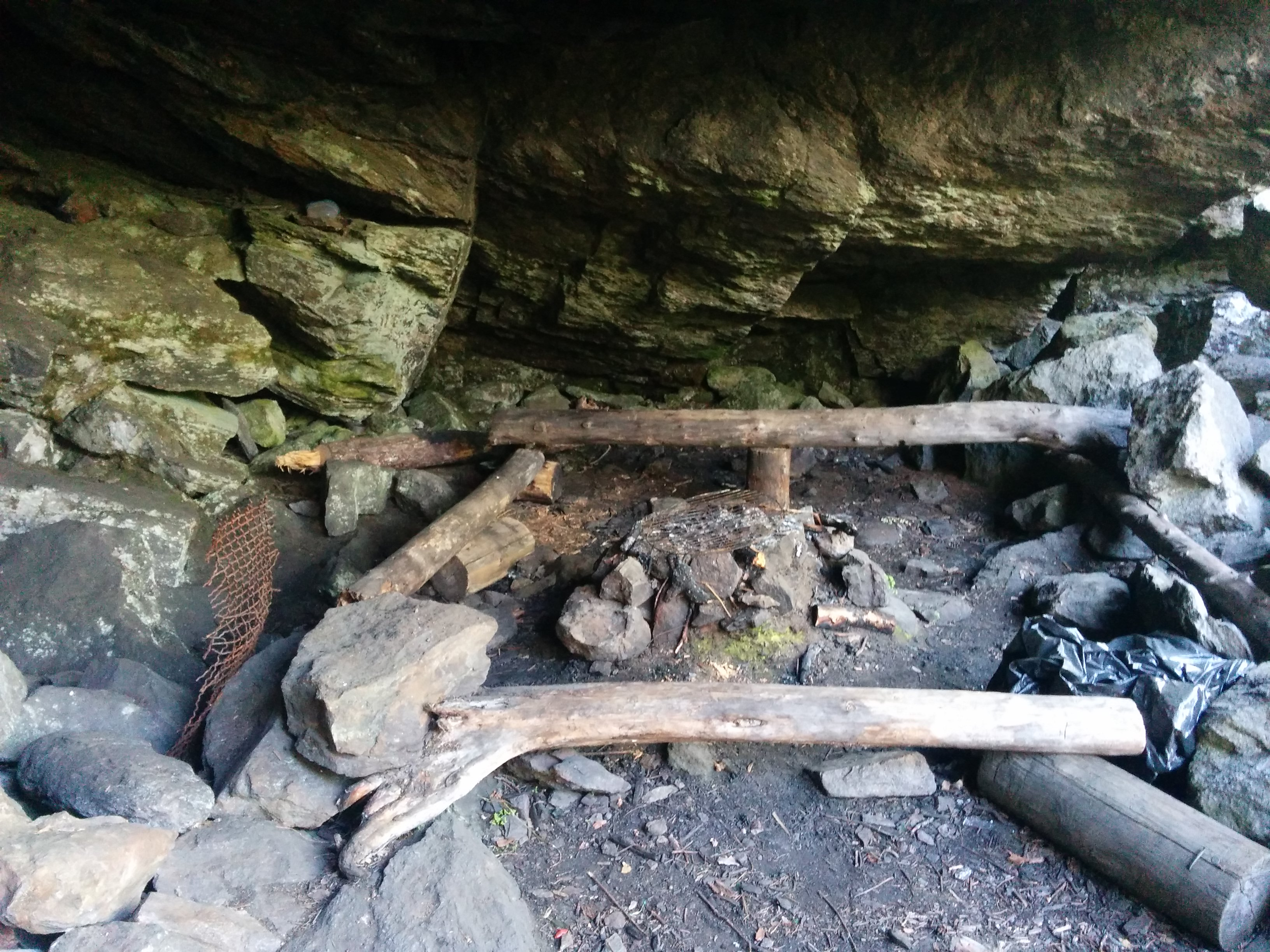
Grillmöjlighet i Jättstugan.

Jättstugan är en grotta i sidan av Jättstuberget söder om Röbäck, Umeå kommun. Det har länge varit ett utflyktsmål och är en del av Historiestigen.
Inne i grottan finns ytor för att vila i skydd från eventuellt regn utanför vilket historiskt har använts av bland annat vallpojkar.

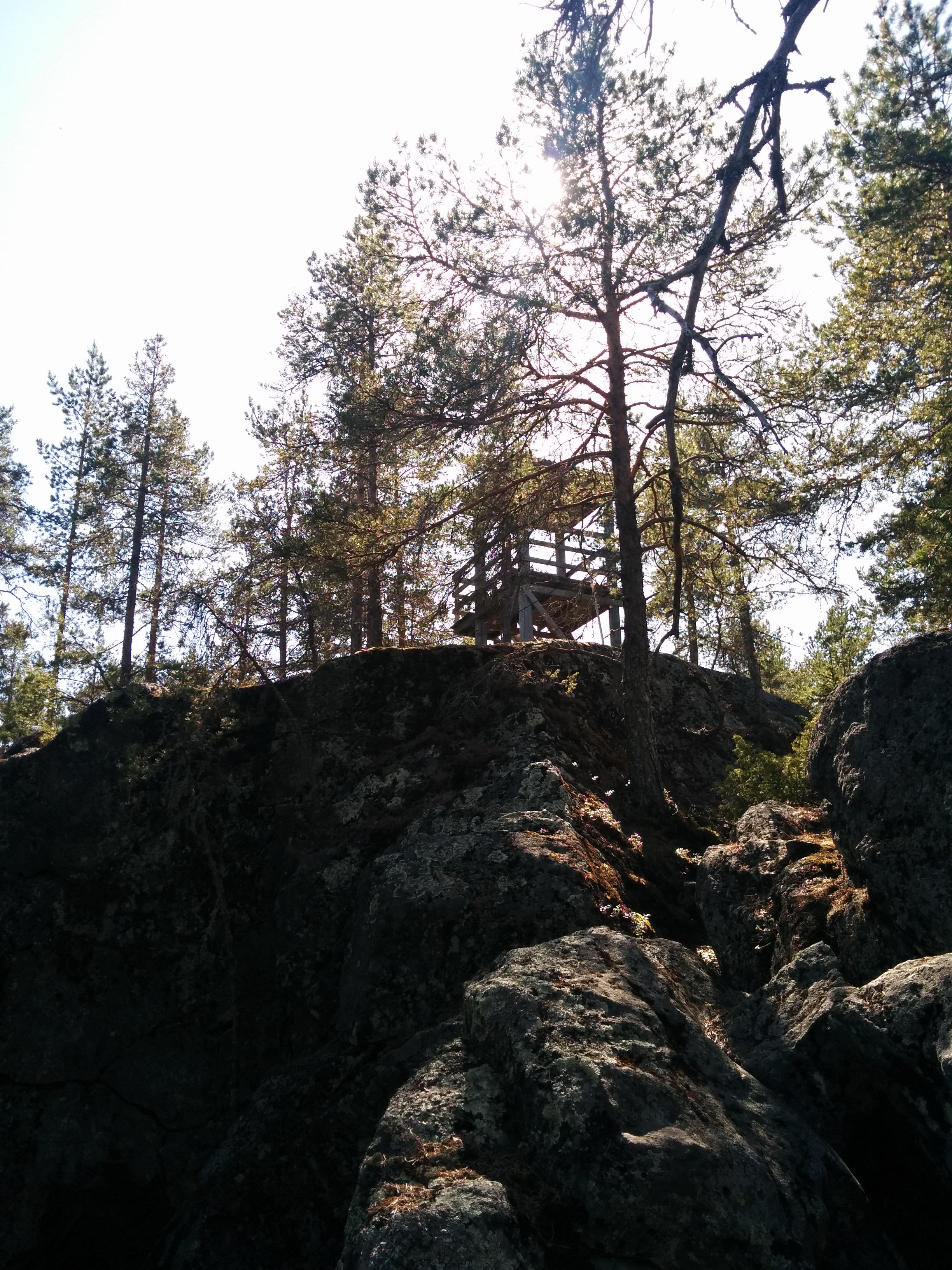
Utkikstornet på Jättstuberget sett från Jättstugan.

På området finns grillmöjlighet, skog runtomkring samt ett utkikstorn på toppen av Jättstuberget just ovanför grottan.